# Archips oporana
Archips oporana là một loài bướm đêm thuộc họ Tortricidae. Nó được tìm thấy ở châu Âu.
Sải cánh dài 19–28 mm. Con trưởng thành bay làm hai đợt từ tháng 6 đến tháng 10.
Ấu trùng ăn Thuja, common juniper, Scots Pine và spruce.

## Hình ảnh

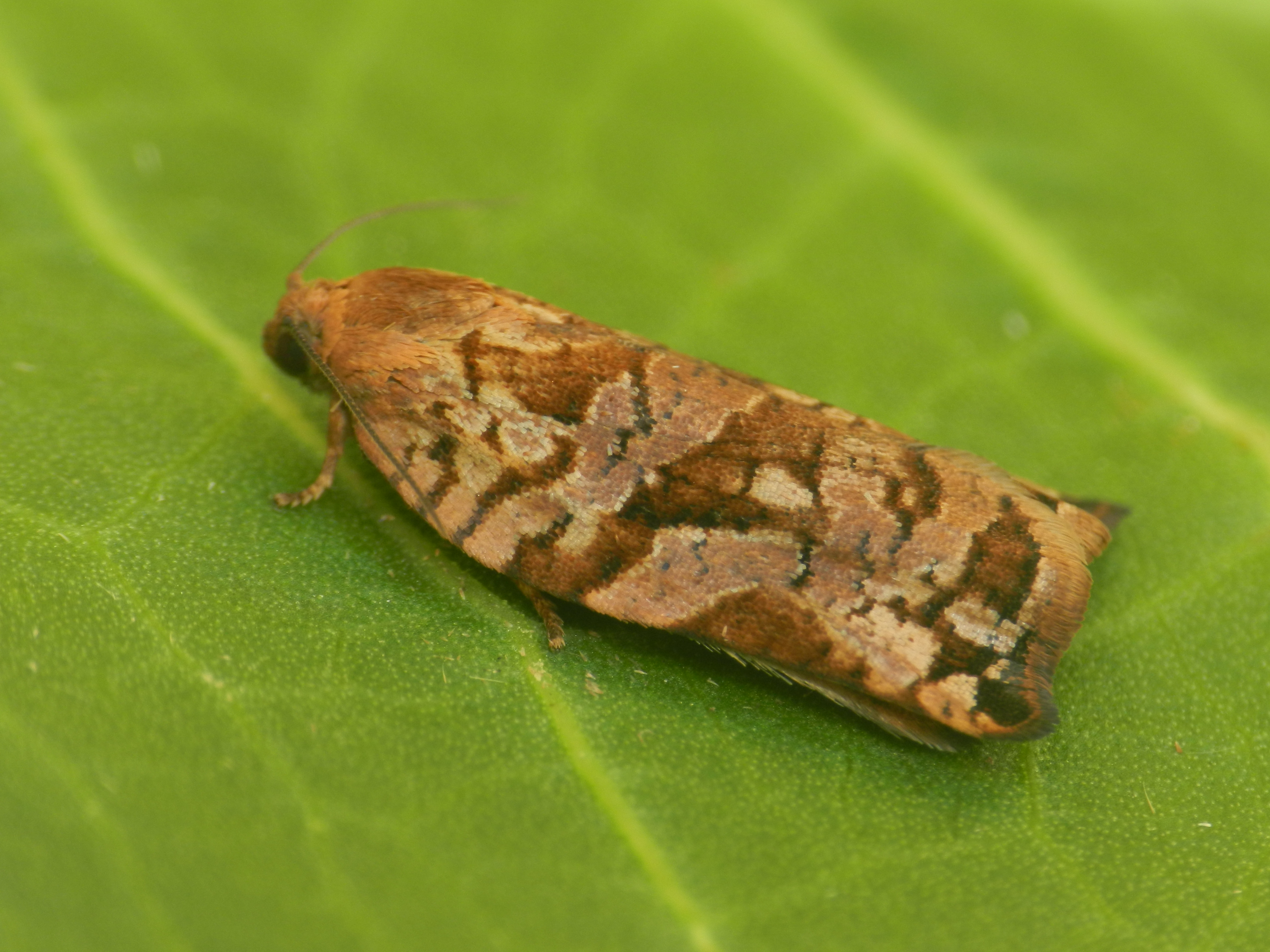
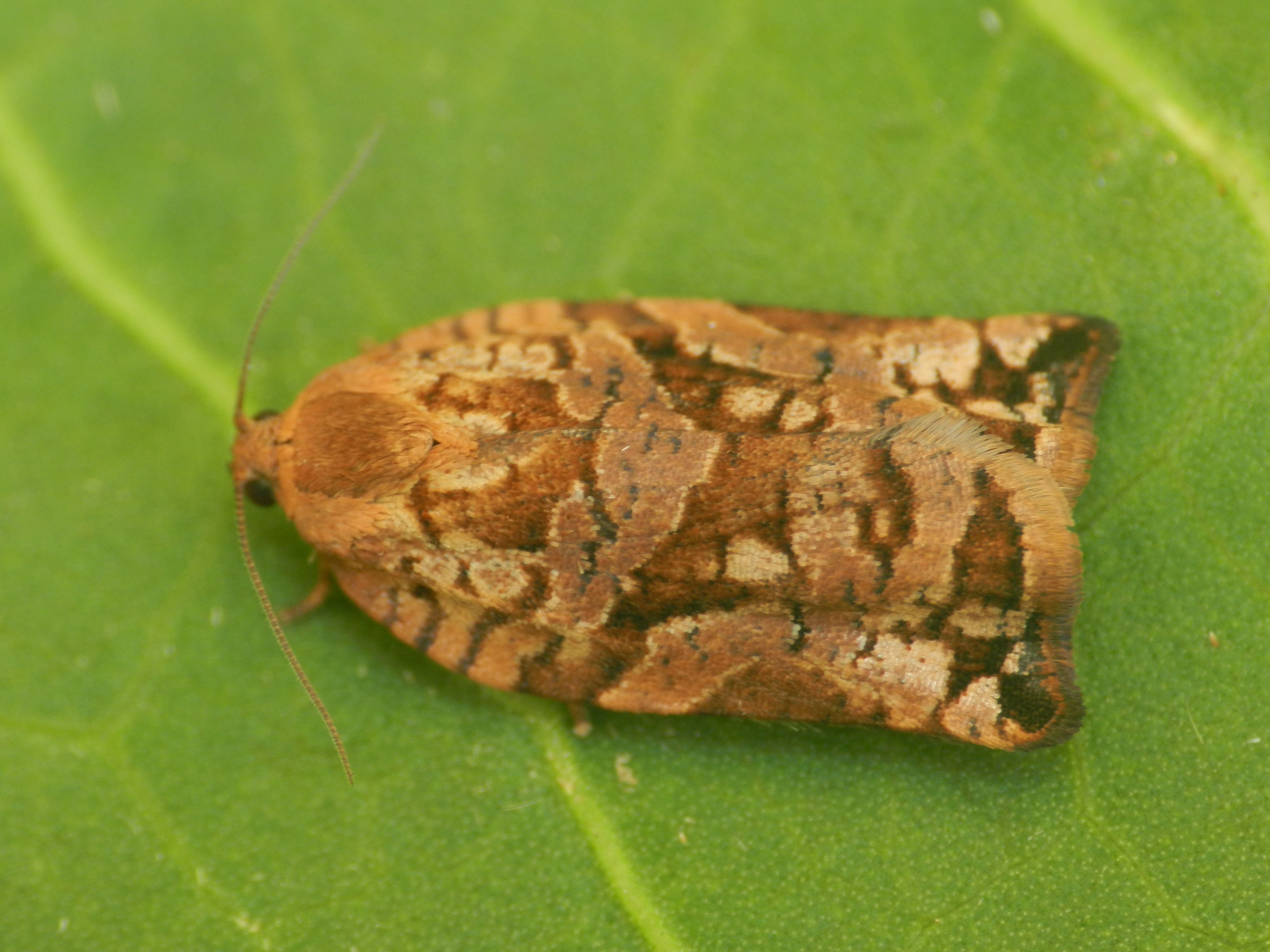